# Liste der chinesischen Botschafter in Südafrika

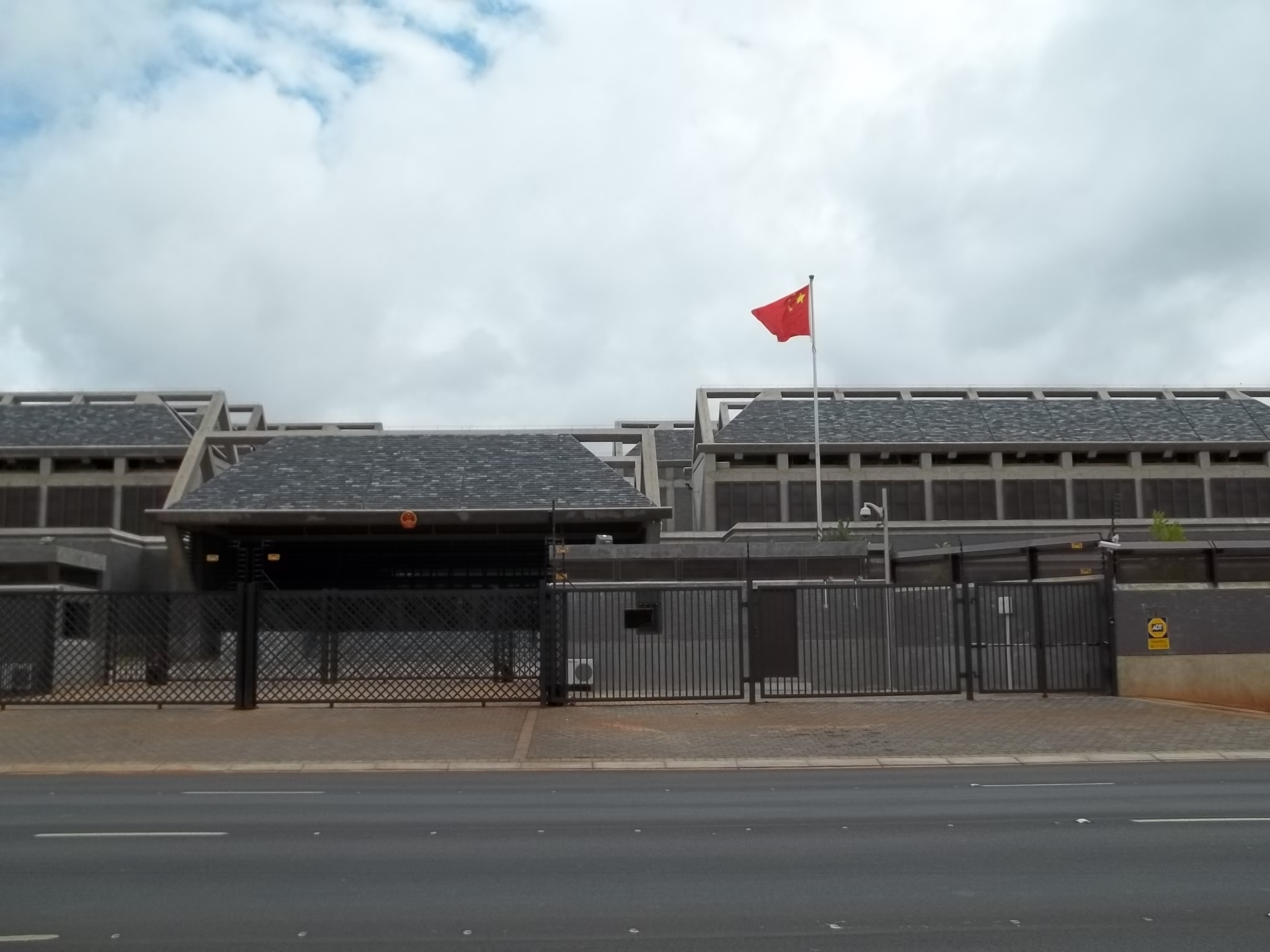
Die Botschaft befindet sich in Pretoria.

## Geschichte
1905 erhielt ein Generalkonsul der Qing-Dynastie Exequatur in Johannesburg.
Die Mehrheit der chinesischen Gemeinde in Südafrika hatte Verträge mit der East Rand Mine.
1976 eröffneten die Regierung von Taiwan und Südafrika wechselseitig Botschaften.
Seit 1998 erkennen sich die Regierung in Pretoria und Peking wechselseitig an.
Von 1991 bis 1997 unterhielt die Regierung in Peking das Chinese Center for South African Studies in Pretoria, das von einem Diplomaten im Rang eines Botschafters geleitet wurde.
| Ernennung / Akkreditierung | Botschafter   | Hochchinesisch | Bemerkungen | Regierung von China | Regierung Südafrikas     | Posten verlassen |
| -------------------------- | ------------- | -------------- | --- | ------------------- | ------------------------ | ---------------- |
| 1. Mai 1976                | Kuan Yung     | 关镛           | (* 9. September 1925 -)1967: Botschafter in Maseru (Lesotho), 1986 Botschafter in Riad Saudi-Arabien, 1994 Botschafter in San José (Costa Rica).                | Chiang Ching-kuo    | Johannes de Klerk        | 1. Juli 1979     |
| 1. Juli 1979               | H. K. Yang    | 楊西崑         | | Sun Yun-suan        | Marais Viljoen           | 1. Mai 1989      |
| 1. Mai 1989                | Wang Fei      | 王飞           | [ 2 ] | Lee Huan            | Frederik Willem de Klerk | 1. Sep. 1990     |
| 1. Sep. 1990               | Gene Loh      | 陆以正         | 1979: Botschafter in Guatemala-Stadt und Belopan | Li Peng             | Frederik Willem de Klerk | 1. Jan. 1998     |
| 1. Dez. 1991               | Xie Zhiheng   | 谢志衡         | Director des Chinese Center for South African Studies in Pretoria, 1994: Botschafter in Monrovia                                                                | Li Peng             | Frederik Willem de Klerk | 1. Dez. 1993     |
| 1. Jan. 1994               | Sun Guotong   | 孙国桐         | Director des Chinese Center for South African Studies in Pretoria, 1990-1994 Botschafter in Daresalam                                                           | Li Peng             | Nelson Mandela           | 1. Juni 1994     |
| 1. Juni 1994               | Ji Peiding    | 吉佩定         | Director des Chinese Center for South African Studies in Pretoria, 1990-1993: Botschafter in Windhoek, (Namibia).                                               | Li Peng             | Nelson Mandela           | 1. Okt. 1995     |
| 1. Dez. 1995               | Gu Xin'er     | 顾欣尔         | Director des Chinese Center for South African Studies in Pretoria, (* 1934 in Shanghai )1985-1989: Botschafter in Accra Ghana, 1991-1996: Botschafter in Harare | Li Peng             | Nelson Mandela           | 1. Sep. 1997     |
| 1. Okt. 1997               | Wang Xue Xian | 王学贤         | Director des Chinese Center for South African Studies in Pretoria Wang Xinyuan                                                                                  | Li Peng             | Nelson Mandela           | 1. Dez. 1997     |
| 1. Jan. 1998               | Wang Xuexian  | 王学贤         | United Arab Emirates | Zhu Rongji          | Nelson Mandela           | 1. März 2001     |
| 1. März 2001               | Liu Guijin    | 刘贵今         | 1996: Botschafter in Harare | Zhu Rongji          | Thabo Mbeki              | 1. Apr. 2007     |
| 1. Apr. 2007               | Zhong Jianhua | 钟建华         | [ 3 ] | Wen Jiabao          | Thabo Mbeki              | 1. Dez. 2011     |
| 1. März 2012               | Tian Xuejun   | 田学军         | (* Juni 1962 ) 2004 – 2007: Botschafter in Athen | Wen Jiabao          | Jacob Zuma               |                  |